# Vélodrome de Saint-Quentin-en-Yvelines
Vélodrome National de Saint-Quentin-en-Yvelines, eller kort Vélodrome national, är en velodrom i Montigny-le-Bretonneux, strax väster om Versailles i departementet Yvelines i Frankrike. Banlängden är 250 meter, banans bredd åtta meter och anläggningen har använts för världsmästerskapen i bancykling 2015 och 2022, europamästerskapen 2016 samt bancyklingen vid Olympiska spelen 2024 och Paralympiska spelen samma år. Vid OS 2024 användes innerplanen dessutom till fäktmomentet i modern femkamp.
Velodromen ligger i anslutning till BMX National de Saint-Quentin-en-Yvelines där de olympiska tävlingarna i BMX-racing avgjordes.
Fédération Française de Cyclisme (Franska cykelförbundet) har sedan 2014 sitt huvudkontor i anslutning till velodromen.
Under COVID19-pandemin användes Vélodrome national som vaccinationscentrum och dagligen vaccinerades 1 500 personer där.
När det inte pågår bancykelarrangemang används innerplanen som badmintonhall. Den har även använts exempelvis till bordtennis, konserter, crossfittävlingar och de franska gymnastikmästerskapen..

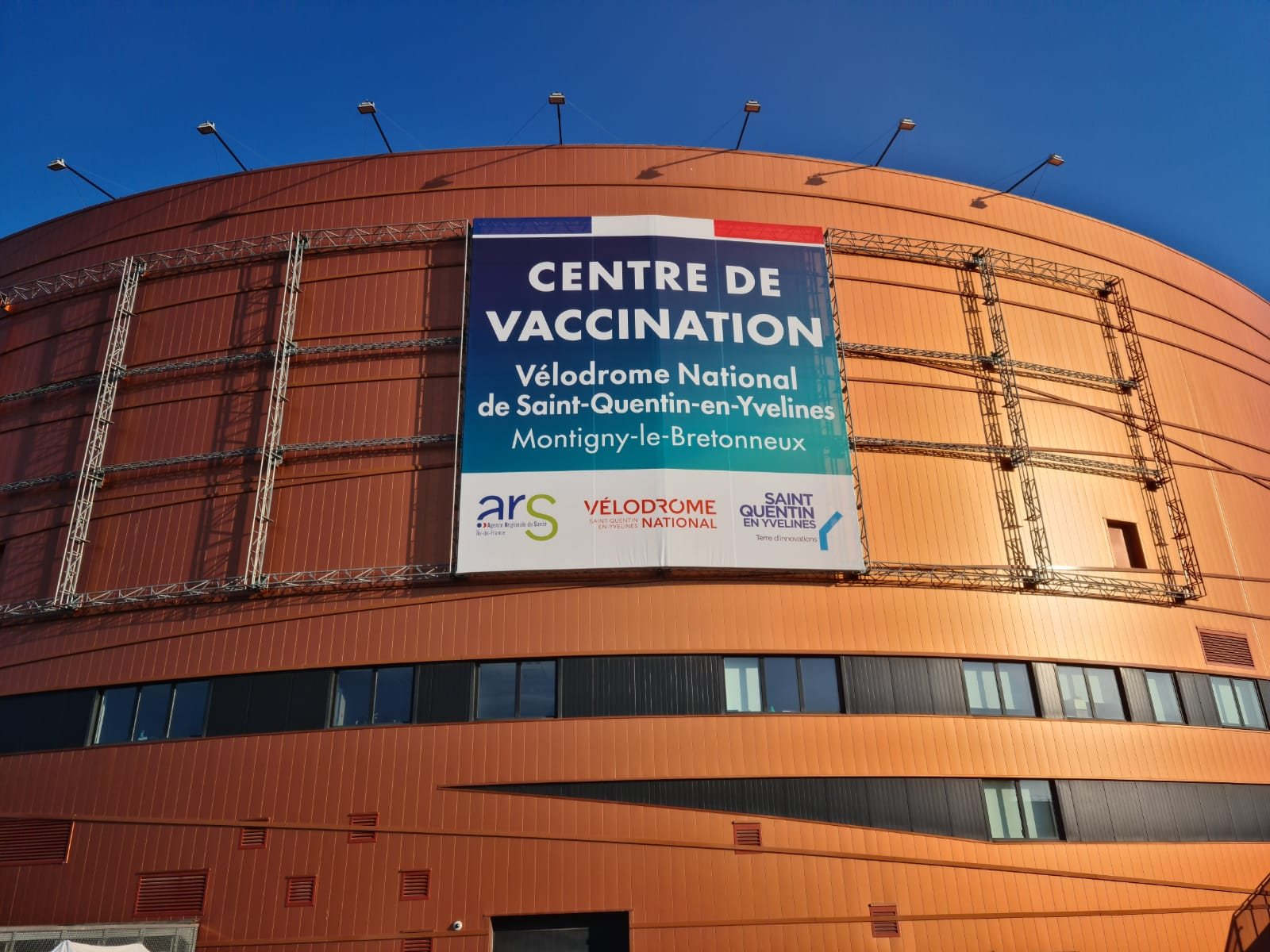
Som vaccinationscentrum 2021.
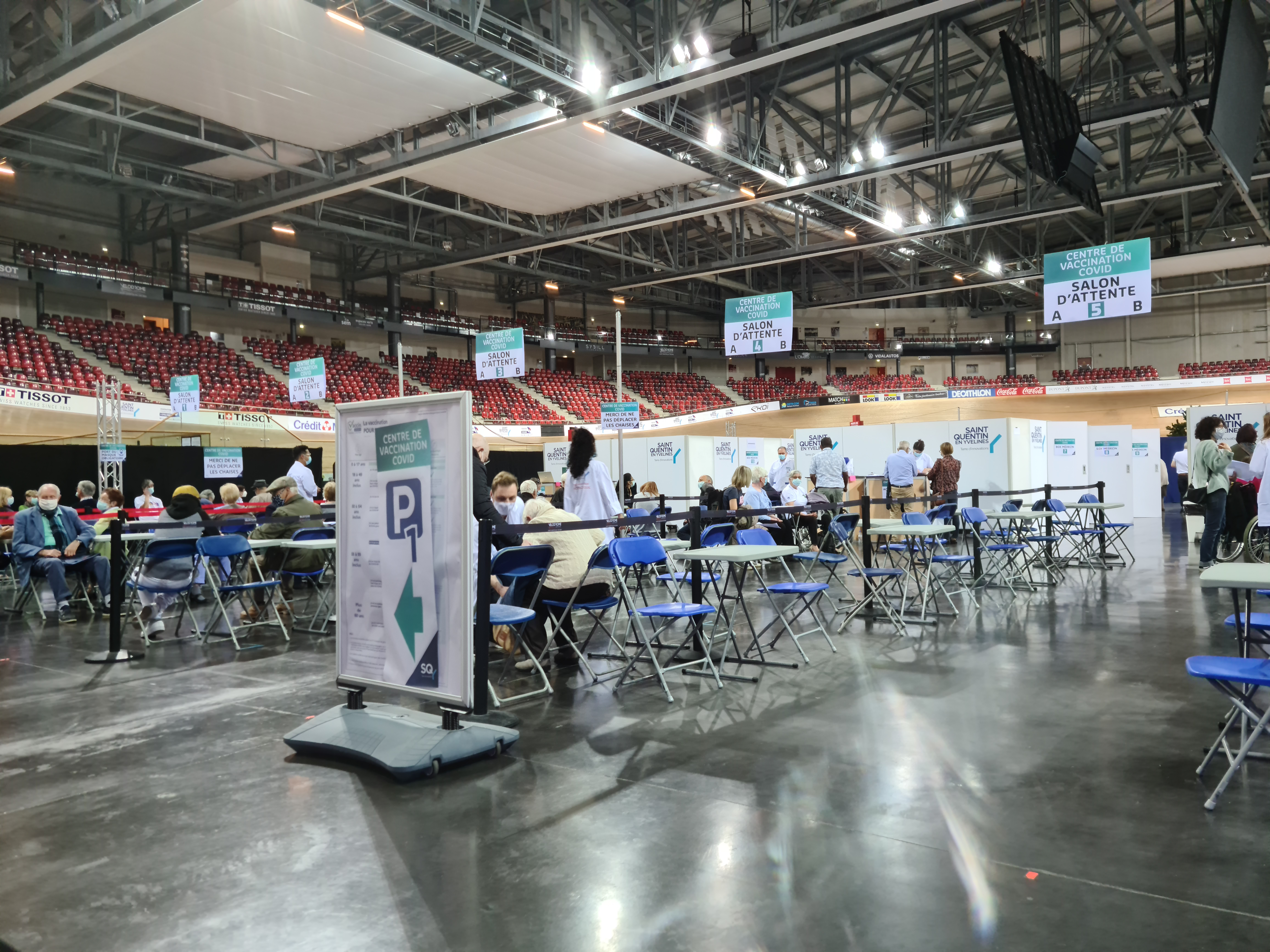
"Vaccinodromen" under COVID19-pandemin.
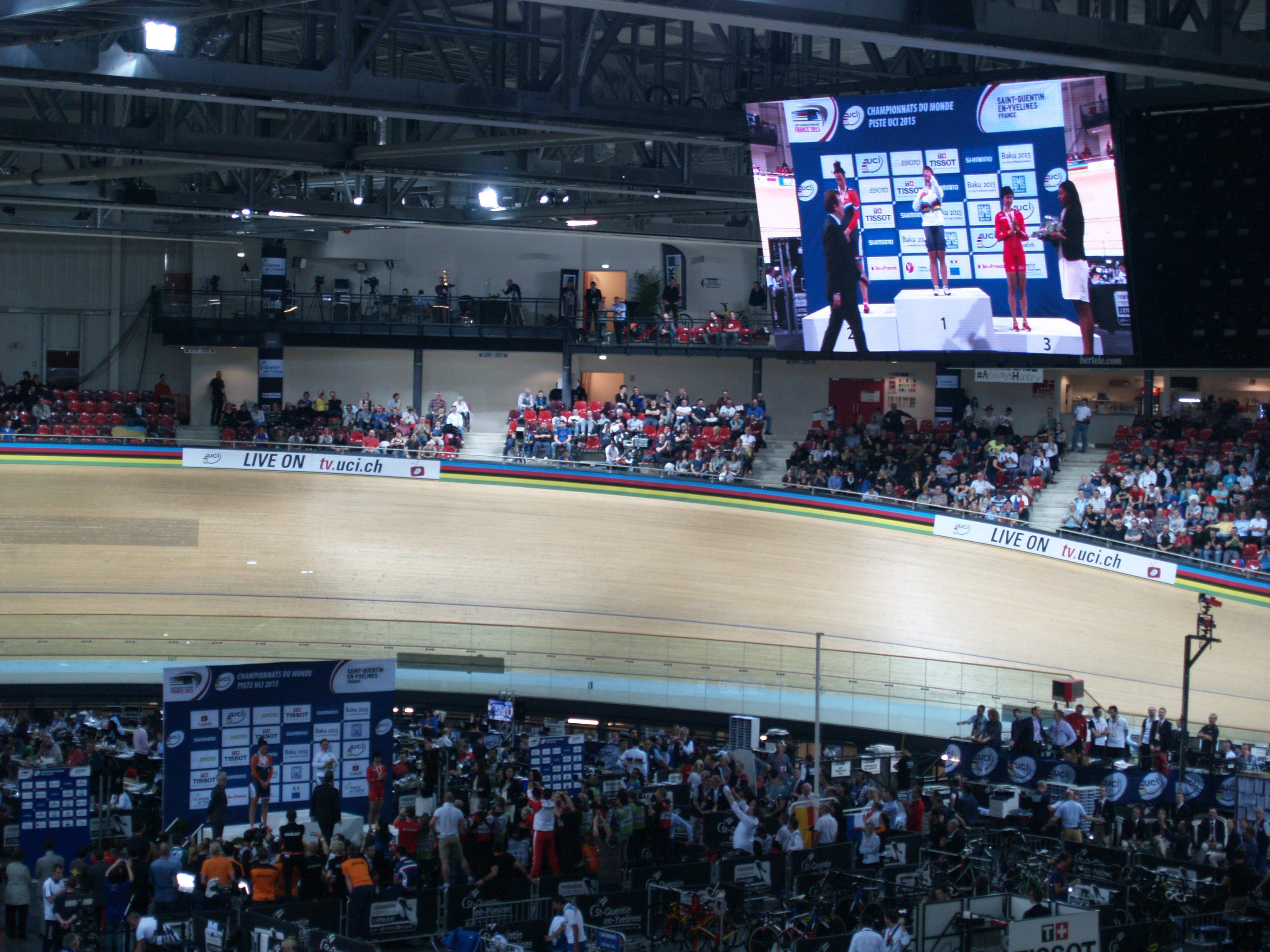
Prisutdelning i damernas sprint vid VM 2015. Kristina Vogel överst på pallen tillsammans med Elis Ligtlee (tvåa) och Zhong Tianshi (trea)..
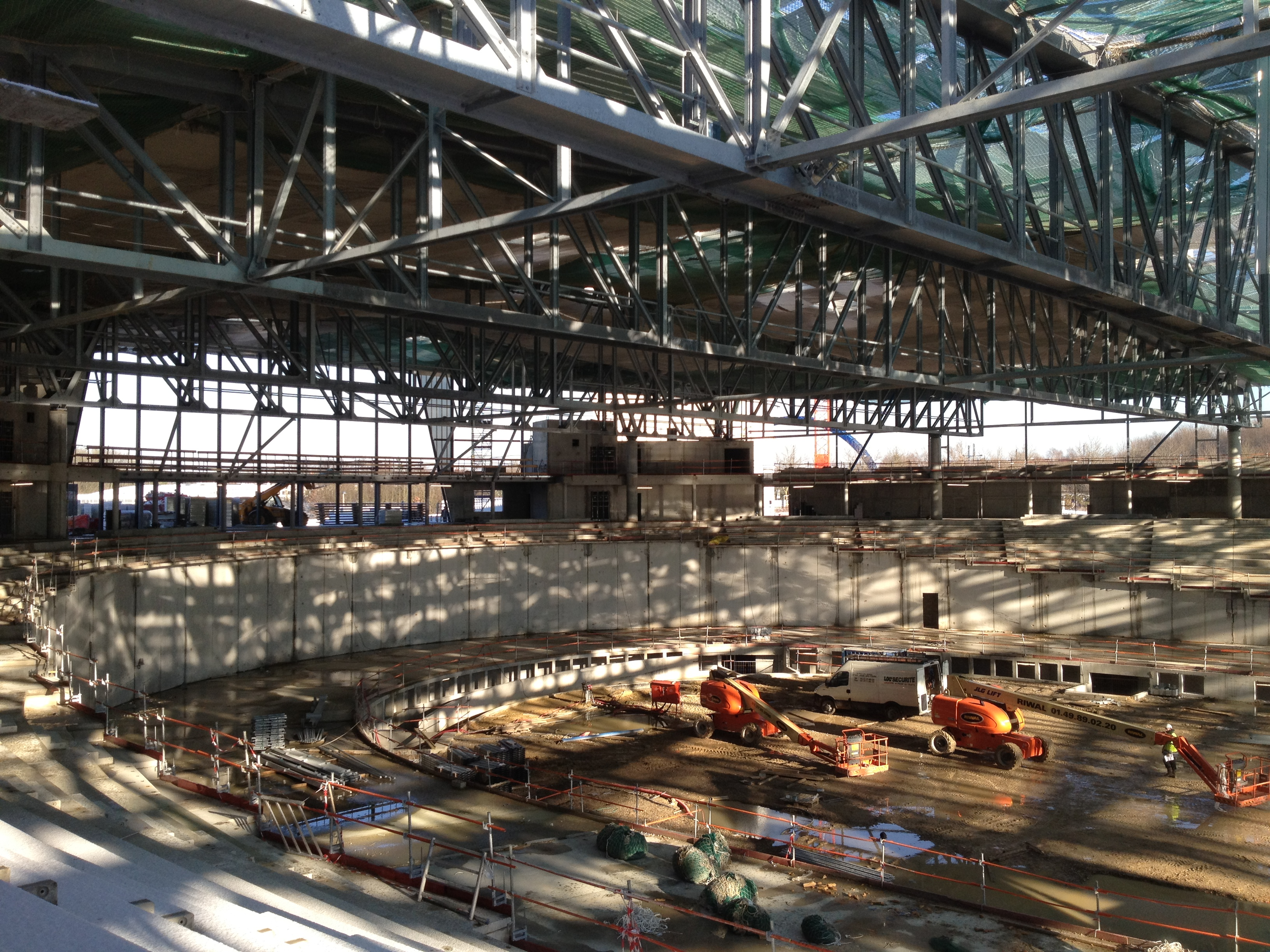
Velodromen under byggnad (januari 2013).
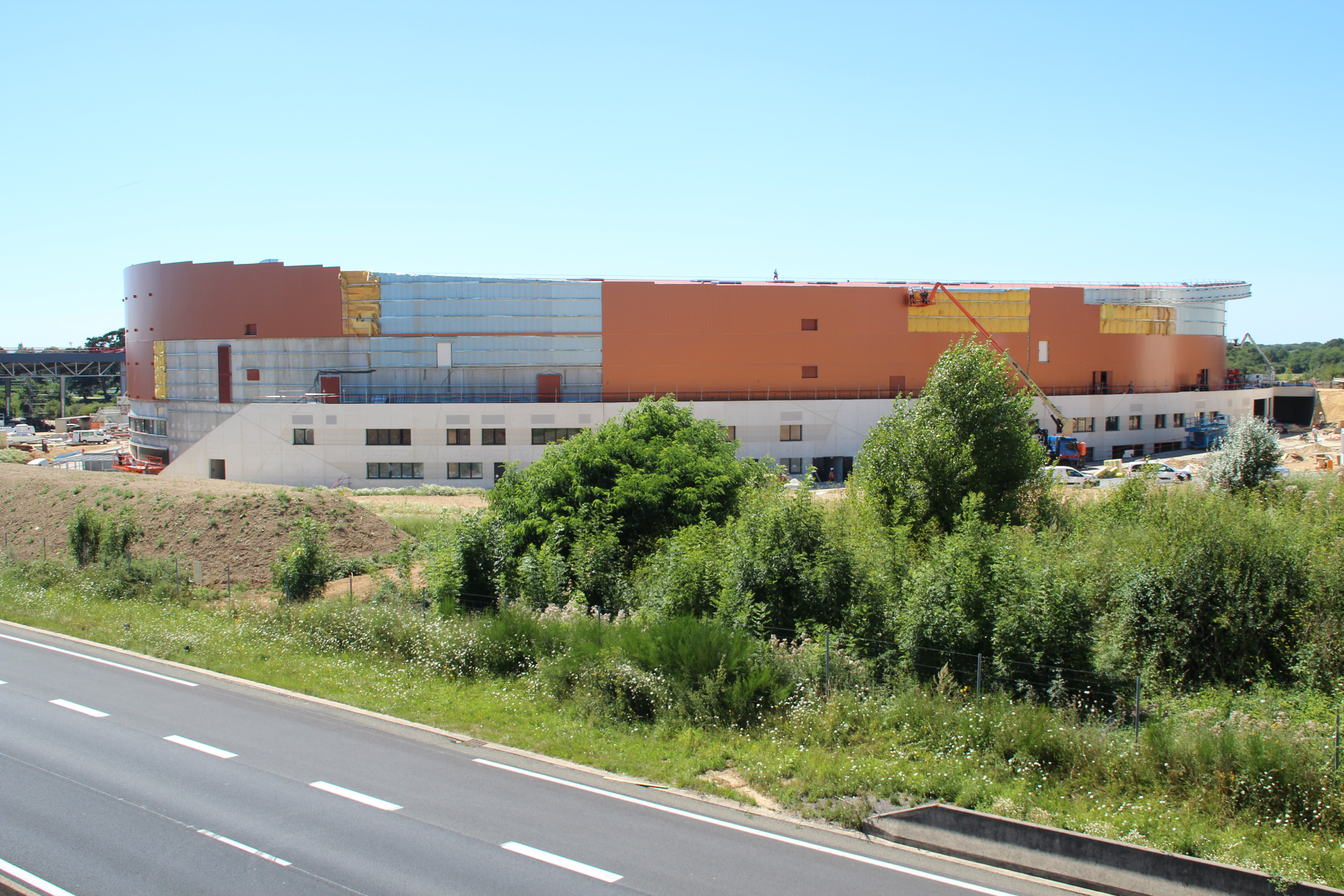
Exteriör under byggandet.
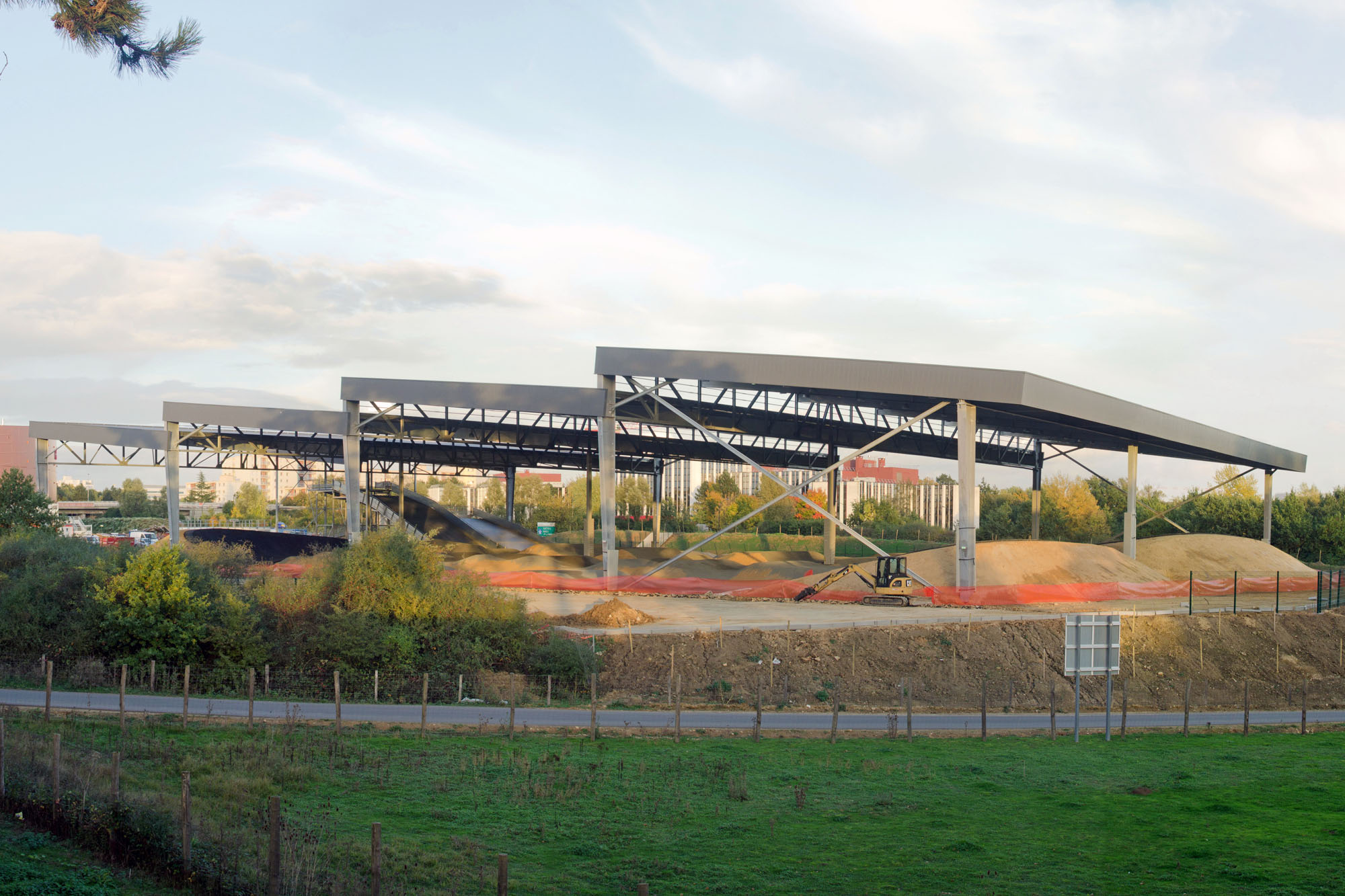
BMX National de Saint-Quentin-en-Yvelines.